# Vicco (cantant)
Vicco   (Tiana, 10 de març de 1995), nom artístic de Victòria Riba Muns, és una cantant, compositora i productora musical catalana.

## Trajectòria
Durant la infantesa, es va fer palesa la vocació musical de Vicco en aprendre a tocar el piano i a compondre-hi amb solament 9 anys. Va afavorir-ho el fet de créixer en un ambient molt sensibilitzat: la mare cantava quan era jove i el pare tocava el baix elèctric no professionalment. Tots dos van motivar l'exploració d'aquesta disciplina sobretot en els viatges familiars. A 11 anys, la nena va incursionar en el cant i en aquesta etapa la va marcar especialment la cançó What you're made of de Lucie Silvas. A 15 anys, va provar de combinar piano i veu per primera vegada.
Va debutar en el món musical a 19 anys. Abans de ser solista, conformava junt amb les seves germanes el grup de música Carpanta, que cantava en celebracions i compartia les lletres per xarxes socials.
Ha participat dos cops en els discs de la Marató de TV3: el primer va ser al piano amb «Que boig el món», en Carles Gómez de Lexu's de vocalista, l'any 2014; el segon va ser en la cançó «Llum de la vida» amb Mariona Castillo i el Cor Jove de l'Orfeó Català el 2019.
El 26 d'octubre del 2022, se'n va anunciar la participació en el Benidorm Fest 2023, celebrat per a seleccionar la candidatura representant d'Espanya al Festival de la Cançó d'Eurovisió d'aquell any. Va rebre força suport en la semifinal i es va classificar per a la final com la segona candidatura amb més punts de la nit. Dels quatre catalans que van concursar-hi va ser l'única finalista. A més, la seva proposta Nochentera era la cançó més escoltada a Spotify de totes les de l'edició: aleshores ja hi comptava amb més d'un milió i mig de reproduccions, a banda de ser la més cercada a Shazam i la més utilitzada a TikTok. Així doncs, l'Ajuntament de Tiana va organitzar el visionatge de la final en directe a la Sala Albéñiz, del mateix municipi. Al capdavall, però, va resultar tercera amb 129 punts en la gala, precedida solament per Blanca Paloma i Agoney.

## Vida personal
És cosina segona del cantant Edu Esteve. Surt amb l'artista multidisciplinar valenciana Sazza des d'almenys el 2022 i viuen juntes a Madrid.

## Discografia

### EP
- No Me Atrevo (2020)

### Senzills
- «Por las calles» (2020) (amb Adrià Salas)
- «Un trago de ti» (2020) (amb Suu)
- «Con mucho gusto» (2020) (amb Bejo i Choclock)
- «TEDM» (2020)
- «Quédate» (2021)
- «Puedes contar conmigo» (2021)
- «Autocine» (2021) (amb Emlan)
- «Memoria de Pez» (2022)
- «Nochentera» (2022)
- «Me Muero x Ti» (2023)

### Com a artista convidada
- «Crema La Pista» (2020) (Siderland amb Vicco i Feze)
- «Café - Remix» (2021) (Agustin Herrera amb Vicco)

### Versions
- «Nit vuitantera» (2023)[13] (versió de Nochentera en català sorgida arran d'una improvisació d'Oriol Plana de Siderland i Vicco)
- «Nit vuitantera» (2023)[14] (versió de Nochentera en català sorgida arran de la Marató 2023 i interpretada per Siderland i Vicco)